# Bill Mensch
Bill Mensch, född 1945, är en amerikansk elektroingenjör. Han var under sin tid som anställd hos MOS Technology ansvarig för layout av mikroprocessorn 6502.
Mensch tog 1966 en associate-examen i elektroteknik (AEET) från Temple University och tog 1971 en bachelorexamen i elektroteknik från University of Arizona. Han arbetade 1971–1974 hos Motorola där han deltog i arbetet med mikroprocessorn 6800. Han var en av åtta Motorola-medarbetare som 1974 gick över till MOS Technology där de utvecklade 6502-processorn. Mensch lämnade MOS Technology 1977 sedan företaget övertagits av Commodore, och fortsatte 1978 med att i det egna företaget Western Design Center utveckla en uppföljare kallad 65C816. Han var även ansvarig för CMOS-versionen av 6502.